# Dolní Lažany
Dolní Lažany é uma comuna checa localizada na região de Vysočina, distrito de Třebíč.